# Ballerina (film fra 2002)
 For alternative betydninger, se Ballerina. (Se også artikler, som begynder med Ballerina)
Ballerina er en dansk animationsfilm fra 2002 instrueret af Kunuk Platoú og Valerie Edwina Saunders og efter manuskript af Lotta Myrén.

## Handling
Tre små piger danser ballet af glæde og lyst. En dag kommer de ind på teatret og får en hverdag med dans og sjov, men også med hårdt slid og ømme fødder. De tumler omkring i teatrets verden og laver sjov med folk, som de møder på deres vej. Men at danse ballet er også alvor, og en dag står de tre små piger på scenen, og tæppet går op. Der var ballerina én, ballerina to, ballerina tre, med silkeskørt og hårde sko.